# Barbas
Barbas est une commune française située dans le département de Meurthe-et-Moselle en région Grand Est.

## Géographie
Le petit village de Barbas est situé à 2 km de la ville la plus proche, Blamont, et à 36 km de Lunéville. Il est traversé par un ruisseau, le Vacon, un affluent de la Vezouze.
|                     | Blâmont     |            |
| Domèvre-sur-Vezouze | Barbas      | Harbouey   |
|                     | Ancerviller | Halloville |

### Hydrographie
La commune est dans le bassin versant du Rhin au sein du bassin Rhin-Meuse. Elle est drainée par le ruisseau de Banvoire, le ruisseau du Moulin et le ruisseau le Vacon,.

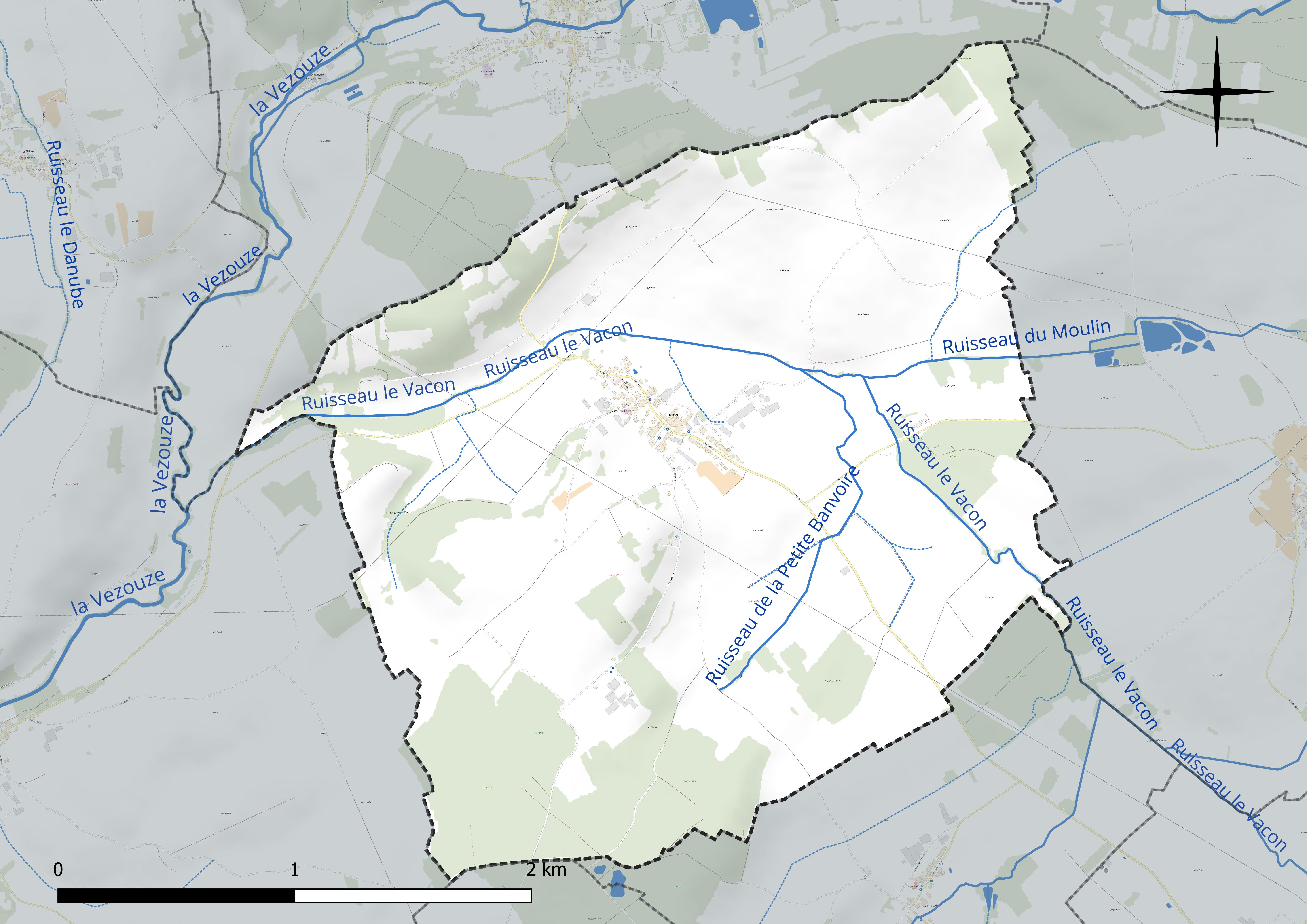
Réseau hydrographique de Barbas.

### Climat
Pour des articles plus généraux, voir Climat du Grand Est et Climat de Meurthe-et-Moselle.
En 2010, le climat de la commune est de type climat des marges montargnardes, selon une étude du Centre national de la recherche scientifique s'appuyant sur une série de données couvrant la période 1971-2000. En 2020, Météo-France publie une typologie des climats de la France métropolitaine dans laquelle la commune est exposée à un climat semi-continental et est dans la région climatique  Vosges, caractérisée par une pluviométrie très élevée (1 500 à 2 000 mm/an) en toutes saisons et un hiver rude (moins de 1 °C). 
Pour la période 1971-2000, la température annuelle moyenne est de 9,6 °C, avec une amplitude thermique annuelle de 16,9 °C. Le cumul annuel moyen de précipitations est de 1 024 mm, avec 12,6 jours de précipitations en janvier et 9,8 jours en juillet. Pour la période 1991-2020, la température moyenne annuelle observée sur la station météorologique de Météo-France la plus proche, « St Maurice », sur la commune de Saint-Maurice-aux-Forges à 7 km à vol d'oiseau, est de 10,5 °C et le cumul annuel moyen de précipitations est de 837,4 mm. 
La température maximale relevée sur cette station est de 39,2 °C, atteinte le 25 juillet 2019 ; la température minimale est de −19,9 °C, atteinte le 1er mars 2005,,. 
Les paramètres climatiques de la commune ont été estimés pour le milieu du siècle (2041-2070) selon différents scénarios d'émission de gaz à effet de serre à partir des nouvelles projections climatiques de référence DRIAS-2020. Ils sont consultables sur un site dédié publié par Météo-France en novembre 2022.

## Urbanisme

### Typologie
Au 1er janvier 2024, Barbas est catégorisée commune rurale à habitat dispersé, selon la nouvelle grille communale de densité à sept niveaux définie par l'Insee en 2022.
Elle est située hors unité urbaine et hors attraction des villes,.

### Occupation des sols
L'occupation des sols de la commune, telle qu'elle ressort de la base de données européenne d’occupation biophysique des sols Corine Land Cover (CLC), est marquée par l'importance des territoires agricoles (76,7 % en 2018), une proportion sensiblement équivalente à celle de 1990 (77,1 %). La répartition détaillée en 2018 est la suivante : 
terres arables (54,8 %), forêts (19,5 %), prairies (14,7 %), zones agricoles hétérogènes (7,2 %), zones urbanisées (3,8 %). L'évolution de l’occupation des sols de la commune et de ses infrastructures peut être observée sur les différentes représentations cartographiques du territoire : la carte de Cassini (XVIIIe siècle), la carte d'état-major (1820-1866) et les cartes ou photos aériennes de l'IGN pour la période actuelle (1950 à aujourd'hui).

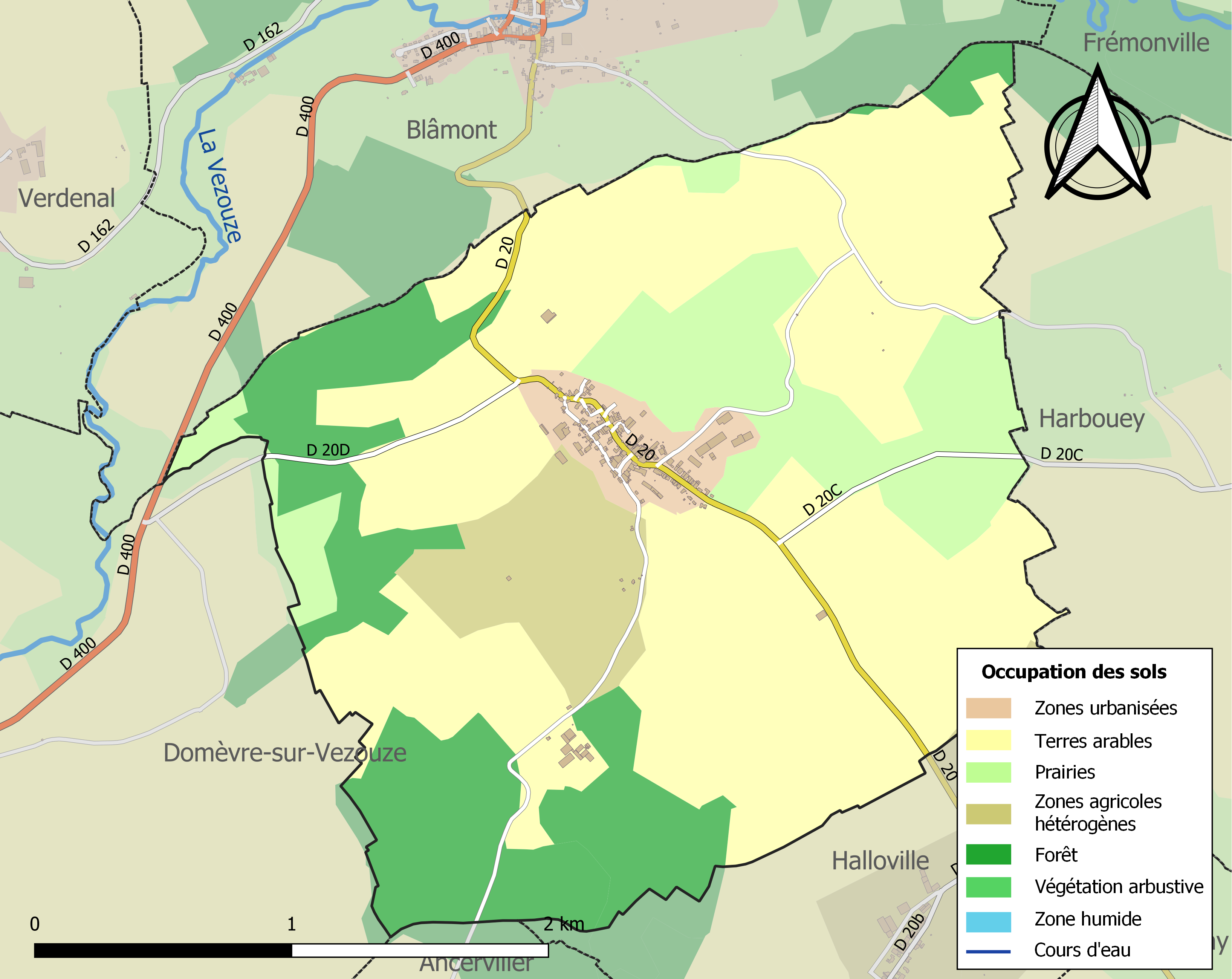
Carte des infrastructures et de l'occupation des sols de la commune en 2018 (CLC).

## Toponymie
Le nom de la localité est attesté sous les formes Balduinus prepositus de Barbes (1186) ; Ecclesia de Barbas (1240) ; Barbay (XIIIe siècle) ; Barbaix (1337) ; Barbax (1420) ; Berba (1506) ; Barba.

Barbas est un dérivé du latin barba avec le suffixe augmentatif as de barbe, désignant un homme avec une grande barbe, devenu un nom de personne barbue et âgée. Soit un matronyme correspondant à Barbera (sainte Barbe est très populaire dans le nord de la France et en Belgique). « Nom donné à une famille de la noblesse lorraine, qui tirait son nom du village de Barbas ».

## Histoire
- Après les terribles fléaux du XVIIe siècle qui ont ravagé la Lorraine, il ne restait qu'un seul habitant à Barbas, tout comme à Repaix, Blémerey et Autrepierre, et il n'en restait plus aucun à Frémonville pendant la guerre de Trente Ans, vers 1636[17].
- Destructions en 1914-1918.

## Politique et administration

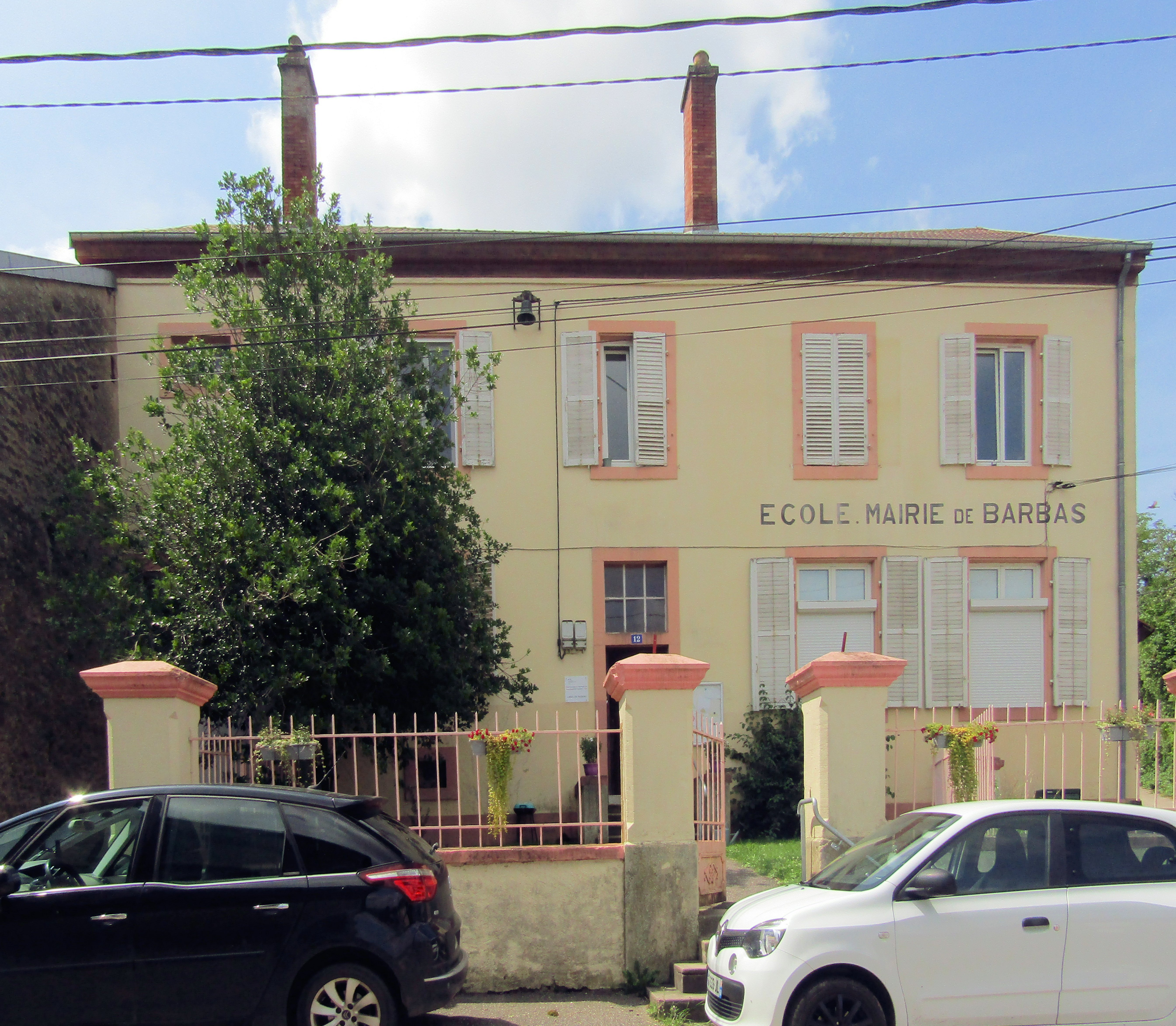
L'école-mairie.

| Période                                  | Période  | Identité                                        | Étiquette | Qualité                       |
| ---------------------------------------- | -------- | ----------------------------------------------- | --------- | ----------------------------- |
| Les données manquantes sont à compléter. |          |                                                 |           |                               |
| mars 2001                                | En cours | Gérard Cousteur, Réélu pour le mandat 2020-2026 |           | Ancien agriculteur exploitant |

## Population et société

### Démographie
L'évolution du nombre d'habitants est connue à travers les recensements de la population effectués dans la commune depuis 1793. Pour les communes de moins de 10 000 habitants, une enquête de recensement portant sur toute la population est réalisée tous les cinq ans, les populations de référence des années intermédiaires étant quant à elles estimées par interpolation ou extrapolation. Pour la commune, le premier recensement exhaustif entrant dans le cadre du nouveau dispositif a été réalisé en 2005.

En 2022, la commune comptait 202 habitants, en évolution de +6,88 % par rapport à 2016 (Meurthe-et-Moselle : −0,13 %, France hors Mayotte : +2,11 %).
| 1793 | 1800 | 1806 | 1821 | 1831 | 1836 | 1841 | 1846 | 1851 |
| ---- | ---- | ---- | ---- | ---- | ---- | ---- | ---- | ---- |
| 205  | 263  | 292  | 313  | 342  | 350  | 337  | 373  | 380  |

| 1856 | 1861 | 1872 | 1876 | 1881 | 1886 | 1891 | 1896 | 1901 |
| ---- | ---- | ---- | ---- | ---- | ---- | ---- | ---- | ---- |
| 367  | 407  | 364  | 382  | 367  | 354  | 358  | 336  | 319  |

| 1906 | 1911 | 1921 | 1926 | 1931 | 1936 | 1946 | 1954 | 1962 |
| ---- | ---- | ---- | ---- | ---- | ---- | ---- | ---- | ---- |
| 329  | 294  | 245  | 242  | 216  | 211  | 190  | 182  | 172  |

| 1968 | 1975 | 1982 | 1990 | 1999 | 2005 | 2006 | 2010 | 2015 |
| ---- | ---- | ---- | ---- | ---- | ---- | ---- | ---- | ---- |
| 162  | 142  | 129  | 141  | 145  | 142  | 139  | 152  | 185  |

| 2020 | 2022 | - | - | - | - | - | - | - |
| ---- | ---- | - | - | - | - | - | - | - |
| 197  | 202  | - | - | - | - | - | - | - |

## Culture locale et patrimoine

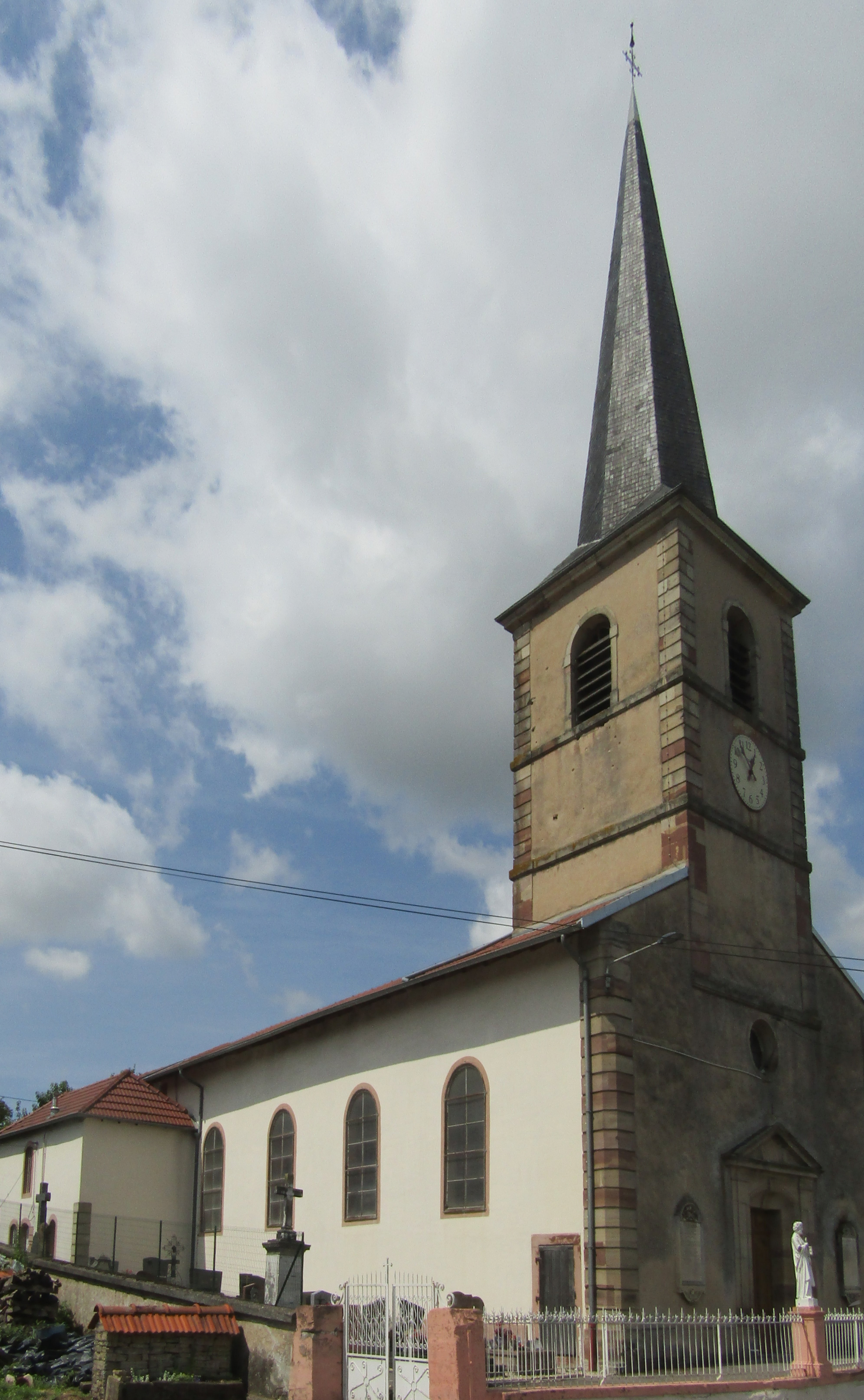
L'église Saint-Luc.

### Lieux et monuments
- Tour seigneuriale à la côte de Blâmont.
- Église Saint-Luc, reconstruite après 1918.

### Personnalités liées à la commune
- Michel Nicolas de Mirbeck, né à Barbas le 4 novembre 1769, y décédait en 1848. Garde du corps du roi, capitaine de cavalerie, domicilié en 1843 à Barbas, où il se retire dans son château et s'adonne à l'agriculture. De son union en 1792 à Arenberg (Palatinat, Allemagne) avec Marguerite Madeleine Ludwig, il eut onze enfants, dont Nicolas Pierre Joseph Alexandre de Mirbeck, général de brigade de cavalerie, officier de la Légion d'honneur, chevalier des ordres de Charles III et de Saint-Ferdinand d'Espagne[24].
- Bernard Dupérier (1907-1995), aviateur des forces aériennes françaises libres, Compagnon de la Libération et ancien député de Paris est inhumé à Barbas.

### Héraldique, logotype et devise
| Blason de Barbas | Blason  | De gueules à trois jumelles d'argent; à la bordure de même. |
| Blason de Barbas | Détails | Le statut officiel du blason reste à déterminer.            |